# Ridin' on the Blinds
Ridin' on the Blinds è un album in studio realizzato dal trio di musicisti folk composto da Rick Danko, Jonas Fjeld e Eric Andersen. Il disco è stato pubblicato nel 1994.
I tre artisti avevano già collaborato insieme realizzando l'album Danko/Fjeld/Andersen (1991).

## Tracce
1. Ridin' on the Blinds (Eric Andersen, Rick Danko, Jonas Fjeld) – 3:49
2. Twilight (Robbie Robertson) – 2:59
3. Dimming of the Day (Richard Thompson) – 3:11
4. Ragtop (Andersen, Danko, Fjeld) – 3:30
5. Come Runnin' Like a Friend (Andersen) – 6:11
6. Women 'Cross the River (D. Olney) – 3:28
7. Lie with Me (Andersen) – 4:14
8. All Creation (Andersen, Danko) – 3:34
9. Outside Track (H. Lawson, G. W. Hallow) – 4:07
10. Every Man Is His Own Hero (Andersen, Danko, Fjeld) – 4:48
11. Baby, I'm Lonesome (Andersen) – 3;41
12. Your Eyes (Fjeld, Jim Sherraden) – 4:38
13. Bottle of Wine (Tom Paxton) – 2:44
14. Keep This Love Alive (Andersen, Danko) – 4:29